# Palliduphantes yakourensis
Palliduphantes yakourensis är en spindelart som beskrevs av Robert Bosmans 2006. Palliduphantes yakourensis ingår i släktet Palliduphantes och familjen täckvävarspindlar.
Artens utbredningsområde är Algeriet. Inga underarter finns listade i Catalogue of Life.